# Maulvi Bazar (district)
Maulvi Bazar (bengali : মৌলভীবাজার, Sylheti: ꠝꠃꠟꠅꠤꠛꠣꠎꠣꠞ) est un district du Bangladesh. Il est situé dans la division de Sylhet. La ville principale est Maulvi Bazar.

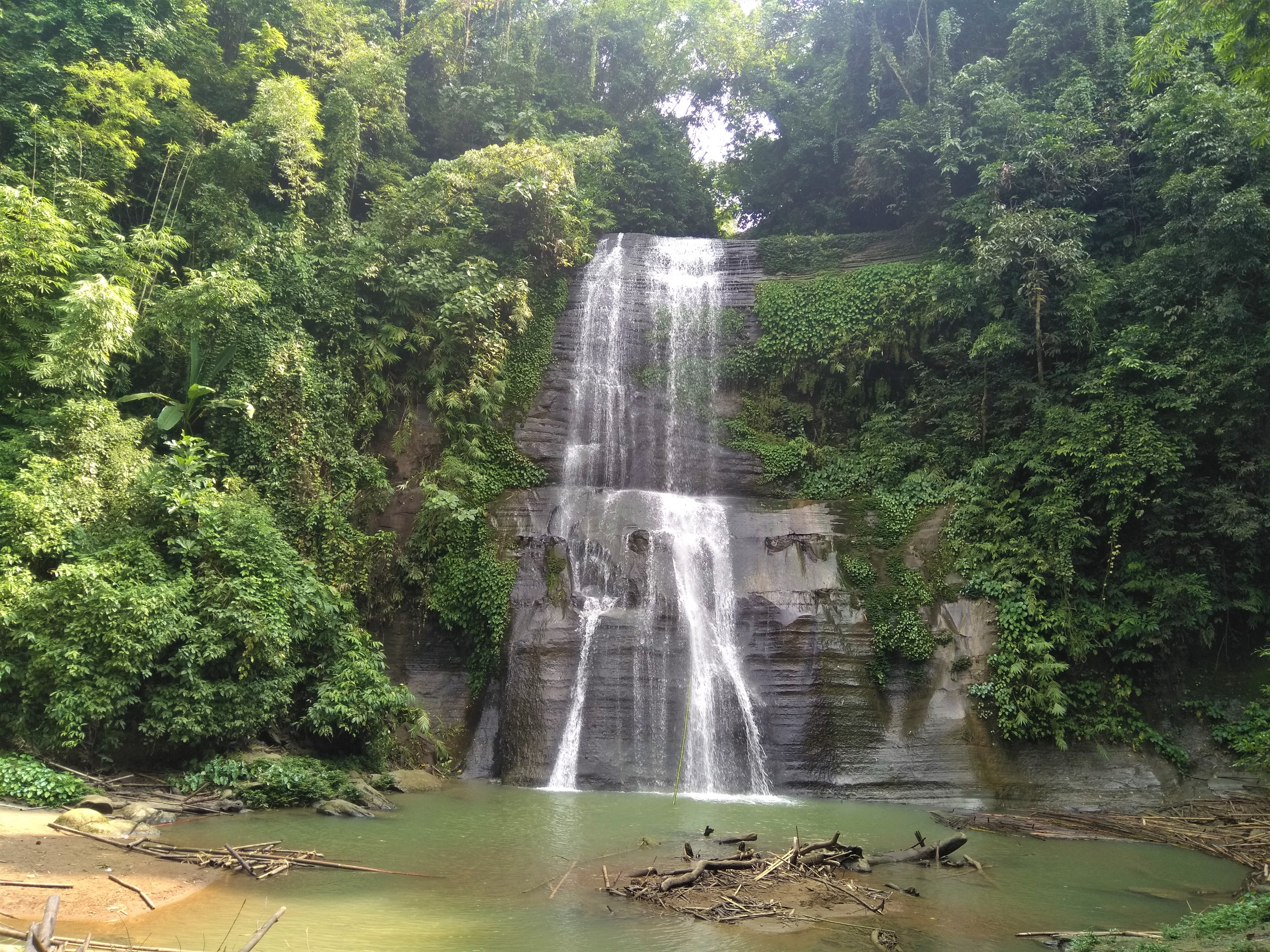
Cascade Hum Hum